# 金海娜
金海娜（1987年4月29日—），另譯作琴海娜 ，韓文名曾用，韓國女演員。2011年以电影《跳躍先生》出道，此后参演不同类型的独立电影和短篇电影，尤其在短片《蒙蒂·朱维的生与死》中以充满色彩的表演和个性十足的面孔展现扎实的演技。此外，金海娜曾是朴海日、黃英熙所属剧团“胡同”的成员，2012年出演过《幽灵奏鸣曲》、《背叛》等话剧。

## 演出作品

### 電視劇
- 2020年：JTBC《Run On》飾演 貞賢，拳擊手（EP4）
- 2022年：TVING《全體均可觀看：Short Buster-6歲開始平行觀察(평행관측은 6살부터)》飾演 河俊媽媽
- 2024年：Disney+《殺人者的購物中心》飾演 蘇敏慧[5][6]

### 電影
- 2011年：《跳躍先生》飾演 朗誦參加者
- 2016年：短篇《等待的男人（기다리는 남자）》
- 2016年：《爺爺特有種》飾演 女學生
- 2016年：短篇《建宇和丹麥（건우와 덴마크）》飾演 惠美[7]
- 2017年：《金權性內幕》飾演 頂樓套房女子
- 2017年：《惡女》飾演 祈禱院的學員
- 2017年：短篇《輪到我了（내 차례）》短篇 飾演 美京
- 2018年：《男人本色》飾演 惠蘭
- 2018年：《Eyes Wide Open》飾演 素妍/Sarah
- 2019年：《82年生的金智英》飾演 職場媽媽
- 2019年：短篇《Starex（스타렉스）》
- 2019年：短篇《像你這樣的人（너 같은 사람）》
- 2020年：《踏著波濤的少年》飾演 申海娜[8]
- 2020年：短篇《各自的立場（각자의 입장）》飾演 蘭熙
- 2021年：《遊走塵市間》飾演 首爾站醫生
- 2021年：《寂寞佔線中》飾演 組長
- 2021年：《Cannonball》飾演 延貞[9]
- 2021年：短篇《蒙蒂·朱維的生與死（몬티 쥬베이의 삶과 죽음）》
- 2022年：《牧羊人（양치기）》
- 2023年：《我們雖然不能去天堂，但愛情應該可以吧(우리는 천국에 갈 순 없지만 사랑은 할 수 있겠지 김현목)》

### 话剧
- 2014年：《三国遗事 话剧盛开—南山迷路（삼국유사 연극만발 - 남산에서 길을 잃다）》
- 2016年：《化学作用2 上坡篇 第6周（화학작용2 오르다편 6주차）》
- 2017年：《上门拜访的总统：问题人物来到我们家》
- 2018年：《奥赛罗的餐桌（산울림 고전극장_오셀로의 식탁）》

## 奖项
- 2017年：考试村短片电影节—最佳演员
- 2022年：第12届首尔骄傲电影节韩国短片竞赛单元—最佳表演
- 2024年：第3屆青龍系列大獎—電視劇部門女配角獎

## 外部連結
- 金海娜的Instagram帳戶
- 金海娜在NAVER上的资料
- 金海娜在Daum上的资料